# Бернар I (граф Сердани)
Бернат Гилем (catalan: Bernat Guillem; occitan: Bernat Guilhem) (ум. 1117) — граф Берга (Бернат II) и Сердани с 1109. Последний представитель династии, правившей в Сердани с конца IX века.
Второй сын графа Сердани Гилема Рамона (ум. 1095) и его третьей жены Санчи Барселонской. Унаследовал Берга и Сердань после смерти старшего брата - Гилема Хордана, графа Триполи, погибшего в Святой Земле (1109).
В 1111 году после смерти графа Бесалу Берната III был вынужден согласиться на присоединение его владений к Барселоне, хотя исторически их часть была феодом Сердани.
Бернат Гилем умер в 1117 (или в 1118) году, не оставив наследников. Его владения отошли Раймону Беренгару III Барселонскому как близкому родственнику (двоюродному брату).